# Schulschwestern Unserer Lieben Frau von Namur
Die Schulschwestern Unserer Lieben Frau von Namur (französisch: Sœurs de Notre-Dame de Namur, englisch: Sisters of Notre Dame de Namur, Ordenskürzel: SNDdeN) sind eine römisch-katholische Schwesterngemeinschaft, die auf eine französische Gründung zurückgeht. Die Schwestern sind hauptsächlich im Schulwesen tätig.
Die Kongregation wurde 1804 in Amiens von der heiligen Julie Billiart gegründet, 1809 ins  belgische Namur verlagert und zählt heute rund 2000 Schwestern auf allen Erdteilen.
Die Schwestern von Notre Dame de Namur gründeten 1897 und erbauten im Süden der Catholic University of America die Dreifaltigkeits-Hochschule für Studentinnen, die von ihnen geleitet und seit 2004 als Universität anerkannt wird.